# Лео Пеле
Леона́рдо Пинье́йро да Консейса́н, более известный как Ле́о Пеле́ (порт. Leonardo Pinheiro da Conceição; Léo Pelé) (род. 6 марта 1996, Рио-де-Жанейро) — бразильский футболист, левый защитник клуба «Сан-Паулу».

## Биография
Леонардо Консейсан — воспитанник академии «Флуминенсе». В 2013 году он стал привлекаться к основному составу, был на скамейке запасных в четырёх матчах основы, но так и не вышел на поле. За основной состав «трёхцветных» дебютировал 13 сентября 2015 года в матче чемпионата Бразилии против «Спорта Ресифи». Лео вышел в основе и провёл весь матч. Его команда проиграла со счётом 0:1. Постепенно молодой защитник стал чаще играть за основу, и получил прозвище «Пеле» за очень сильное внешнее сходство с «королём футбола». Сам защитник привык к этому прозвищу, но подчёркивает, что «настоящий Пеле» только один.
1 октября 2015 года в матче Кубка Бразилии Лео Пеле сломал правую ногу. Ему удалось довольно быстро восстановиться, и в феврале 2016 года игрок продлил контракт с клубом до конца 2019 года.
В мае 2016 года Лео Пеле на правах аренды до конца года отправился выступать за «Лондрину». Провёл за команду с юга Бразилии успешный сезон, сыграв в 28 матчах Серии B. «Лондрина» заняла шестое место в чемпионате.
5 февраля 2017 года Лео забил свой первый гол в профессиональной карьере. «Флуминенсе» в гостях обыграл «Португезу» со счётом 3:0 в матче чемпионата штата Рио-де-Жанейро.
В 2018 году вновь отправился в аренду, на этот раз в «Баию». Лео стал практически незаменимым игроком основы, помог команде выиграть чемпионат штата.
5 декабря 2018 года Лео Пеле перешёл в «Сан-Паулу». Сумма трансфера составила 3 млн реалов. В 2019 году получал мало игрового времени из-за конкуренции с Рейналдо, однако после изменения схемы на 3-5-2 Лео изменил игровую позицию, став играть в качестве одного из трёх центральных защитников. После возвращения на тренерский мостик Рожерио Сени «Сан-Паулу» чаще стал играть в четыре защитника, что сначала привело к потере Лео места в стартовом составе. Однако при возвращении схемы 3-5-2 игрок вновь вернулся в основу.

## Титулы и достижения
Командные
- Чемпион штата Сан-Паулу (1): 2021
- Чемпион штата Баия (1): 2018
- Победитель Примейра-лиги Бразилии (1): 2016